# Anthidium manicatum
La abeja cardadora de lana europea (Anthidium manicatum) es una especie de abeja de la familia Megachilidae.
En inglés se las llama abejas cardadoras.
Reciben este nombre por la forma en que coleccionan los pelillos de las hojas de las plantas, como los de Stachys byzantina. Acarrean estos pelillos debajo del abdomen y los usan para forrar el interior de las celdillas del nido. Al igual que otros miembros de la tribu Anthidiini, no cortan hojas o pétalos lo que las diferencia de otras abejas megaquílidas.
Los machos muestran comportamiento agresivo territorial contra otros machos.

## Descripción e identificación

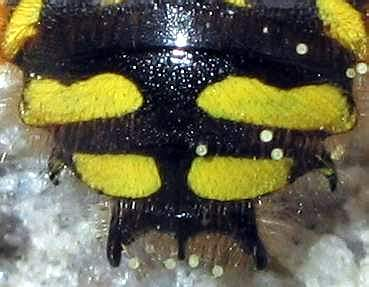
Detalle del abdomen de un macho Anthidium manicatum

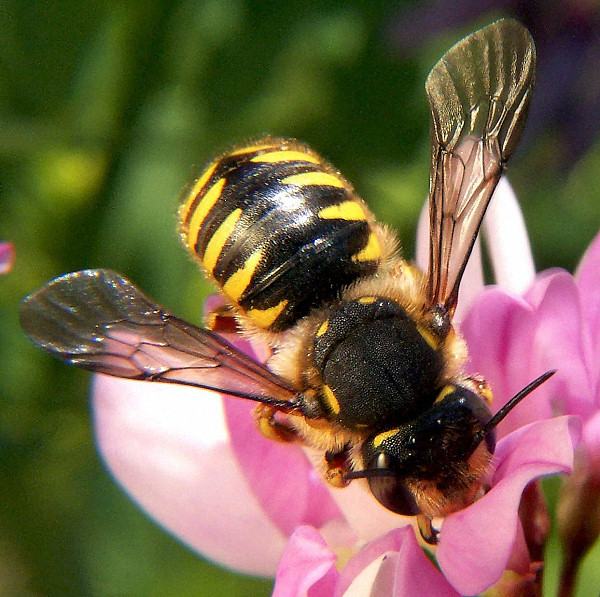
A. manicatum, hembra

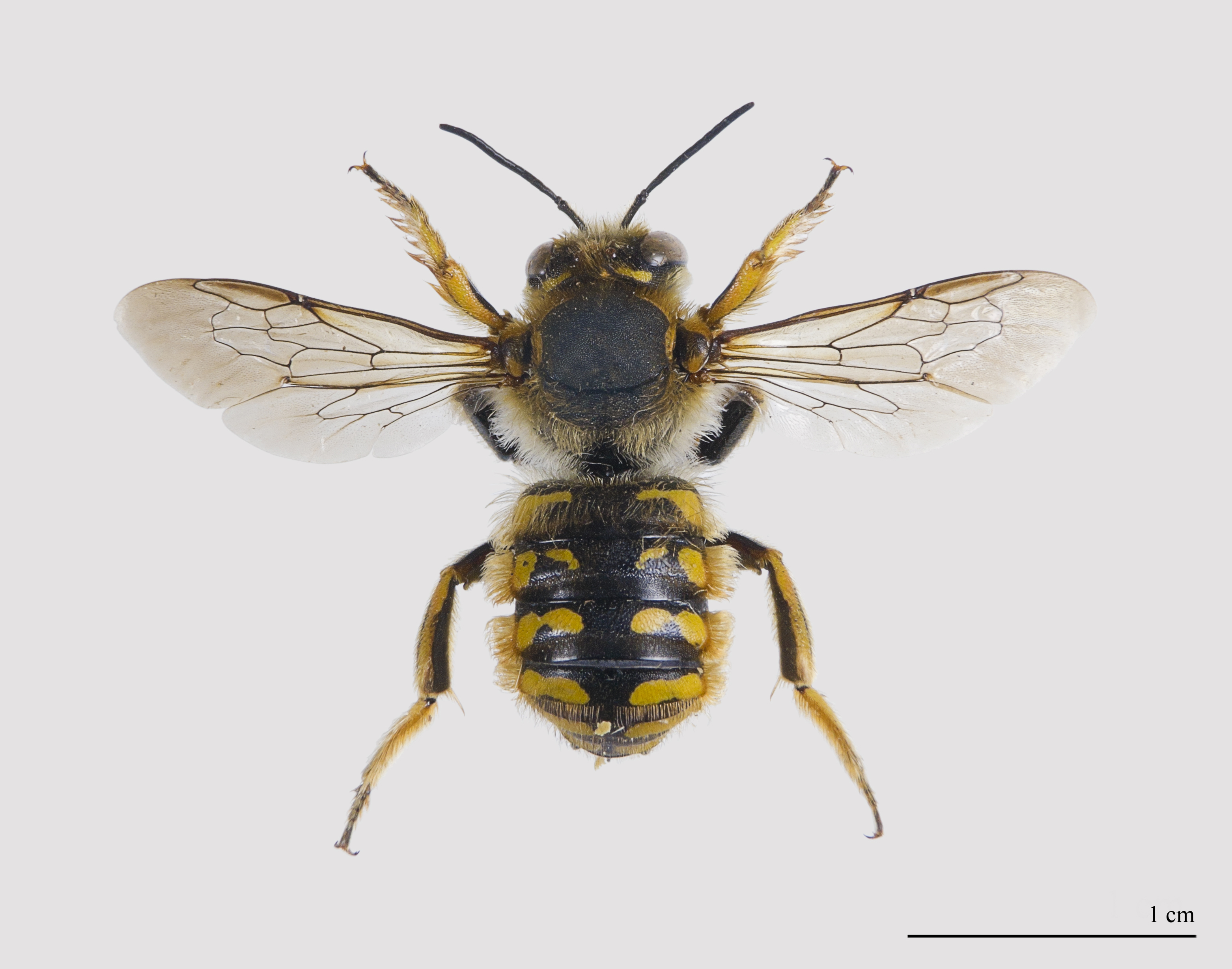
A. manicatum, macho

Tiene una envergadura aproximada de 20 mm y una longitud del cuerpo de 11 a 13 mm para la hembra y de 14 a 17 mm para el macho. A diferencia de la mayoría de especies de abejas, los machos son más grandes que las hembras.
Tiene el cuerpo negro cubierto de pelos amarillos grisáceos. La cara y el abdomen están cubiertos de manchas amarillas.
El macho tiene la cabeza negra y el tórax cubierto de manchas con pelos castaño amarillentos. Las mejillas, bajo las antenas, una mancha en el clípeo y las mandíbulas (excepto el ápice) son amarillas. Las alas son oscuras. El abdomen es negro con vellos grises y con una banda de pelos marrones en cada segmento, así como en los márgenes laterales. Este rasgo diferencia al macho de A. manicatum de las especies de Anthidium del Nuevo Mundo. Las patas presentan manchas de colores amarillos cubiertos por pelos grises.
La hembra es más pequeña que el macho pero tiene coloración similar. Las manchas abdominales son más pequeñas. Las patas de la hembra son negras con pequeñas manchas amarillas.
El macho A. manicatum se parece a A. maculosum. Tienen pigidios de forma similar, así como un sternum sexto alargado, (aunque el de  A. manicatum es más pronunciado).

## Distribución y hábitat
Anthidium manicatum se encuentra en Europa, Asia y norte de África, su distribución original. Ahora ha llegado a muchas partes del mundo, Norteamérica, también se la ha documentado en las islas Canarias y en Sudamérica, en Argentina, Brasil, Paraguay y Uruguay. Desde 2006 se ha establecido en Nueva Zelanda.
Fue accidentalmente introducida en los Estados Unidos, desde Europa algo antes de 1963, cuando se la descubrió en el estado de Nueva York. Desde entonces se ha difundido al noreste de Estados Unidos, sudeste de Canadá y el resto de Norteamérica hasta California, donde fue encontrada por primera vez en 2007.

## Subespecies
- Anthidium manicatum manicatum (Linnaeus, 1758)
- Anthidium manicatum barbarum Lepeletier, 1841
- Anthidium manicatum gribodoi Schwarz and Gusenleitner, 2003

## Sinónimos
- Apis manicata Linnaeus, 1758
- Apis pervigil Harris, 1776
- Apis maculata Fabricius, 1781
- Apis fulvipes de Villers, 1789 (homonym)
- Apis modesta Christ, 1791
- Apis amoenita Christ, 1791
- Apis uncata Schrank, 1802
- Anthidium maculatum Latreille, 1806 (homonym)
- Anthidium marginatum Latreille, 1809
- Anthidium obtusatum Lepeletier, 1841
- Anthidium productum Lepeletier, 1841
- Anthidium manicatum var. nigrithorax Dalla Torre, 1877
- Anthidium manicatum var. fasciatum Schirmer, 1915
- Anthidium manicatum var. nasicolle Friese, 1917
- Anthidium manicatum var. luteus Gribodo, 1924 (homonym)
- Anthidium manicatum subcrenulata Alfken, 1930
- Anthidium manicatum cyrenaica van der Zanden, 1992 (homonym)